# Jefferson Starship

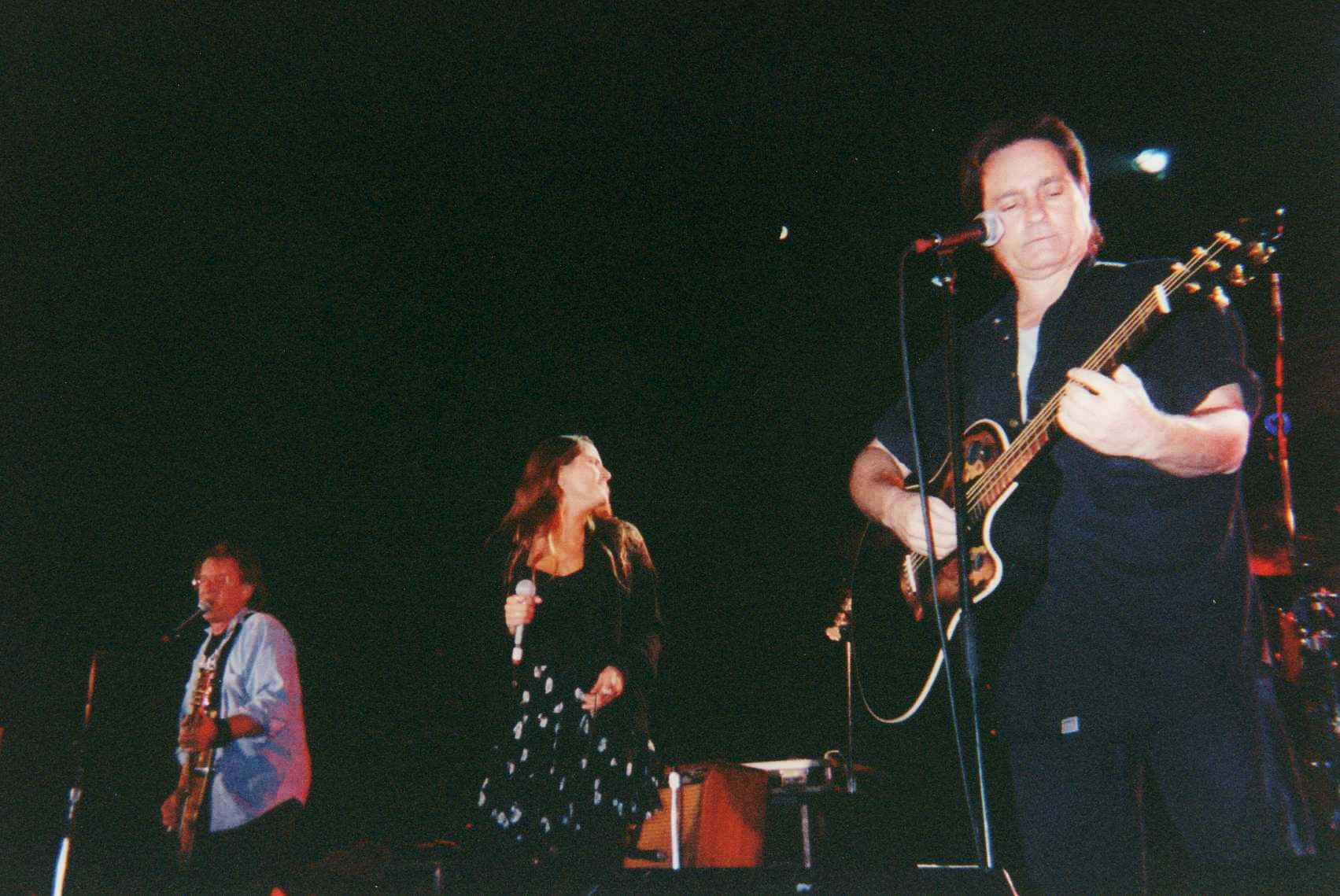
Paul Kantner, Diana Mangano oraz Marty Balin podczas koncertu w 1996 roku, Santa Cruz, Kalifornia

Jefferson Starship (później Starship) – amerykański zespół rockowy.
Został założony przez część muzyków psychodelicznego Jefferson Airplane.
Pierwszą płytą nagraną pod nazwą Jefferson Starship był solowy album Paula Kantnera „Blows Against The Empire” (1970). Został nagrany przy pomocy muzyków Jefferson Airplane, Crosby, Stills & Nash i Grateful Dead. Album nominowany do prestiżowej narody Hugo za twórczość SF był sygnowany nazwą Paul Kantner & Jefferson Starship. Do nazwy wrócono po rozpadzie zespołu Jefferson Airplane, kilku członków tego zespołu weszło potem w skład Jefferson Starship: Paul Kantner, Grace Slick, David Frieberg i Papa John Creach, John Barbata.
Wydany w 1974 album Dragon Fly okazał się sukcesem, zyskując popularność przebojami „Ride The Tiger” i „Caroline”. W tym ostatnim wystąpił gościnnie Marty Balin, jeszcze jeden były członek Jefferson Airplane. W następnym roku Balin został stałym członkiem grupy i śpiewany przez niego międzynarodowy przebój „Miracles” wyniósł zespół na szczyty popularności. Obecność Balina zaowocowała urokliwymi balladami, które stały się jednym ze znaków rozpoznawczych grupy. Romantyczne hymny o miłości wyparły tak mocno obecny w repertuarze Airplane nurt kontestatorski. Dzięki błyskotliwemu gitarzyście jakim był Craig Chaquiço zespół stał się prawdziwie rockową atrakcją.
Największą popularność przyniosły mu lata 70. i 80. Razem z narastającym w zespole konfliktem Grace Slick z Paulem Kantnerem i problemami w zespole nastąpiły zmiany składu. Po odejściu Kantnera zespół skrócił nazwę i pod nazwą Starship stał się jednym z najpopularniejszych zespołów amerykańskich lat 80. Swoją pozycję grupa ugruntowała światowymi przebojami: „We Built This City” i „Nothing’s Gonna Stop Us Now”.
W 1992 Paul Kantner reaktywował zespół, co zaowocowało działalnością koncertową z płytą Deep Space/Virgin Sky. Do starego składu grupa wróciła na płycie Windows Of Heaven. Jego ostatni członkowie to: Paul Kantner, David Freiberg, Cathy Richardson, Slick Aguilar, Donny Baldwin i Chris Smith.

## Dyskografia

### Albumy
- Dragon Fly (1974)
- Red Octopus (1975)
- Spitfire (1976)
- Earth (1978)
- Freedom at Point Zero (1979)
- Modern Times (1981)
- Winds of Change (1982)
- Nuclear Furniture (1984)
- Deep Sky – Virgin Space (1995)
- Windows of Heaven (1999)